# Canal de San Carlos

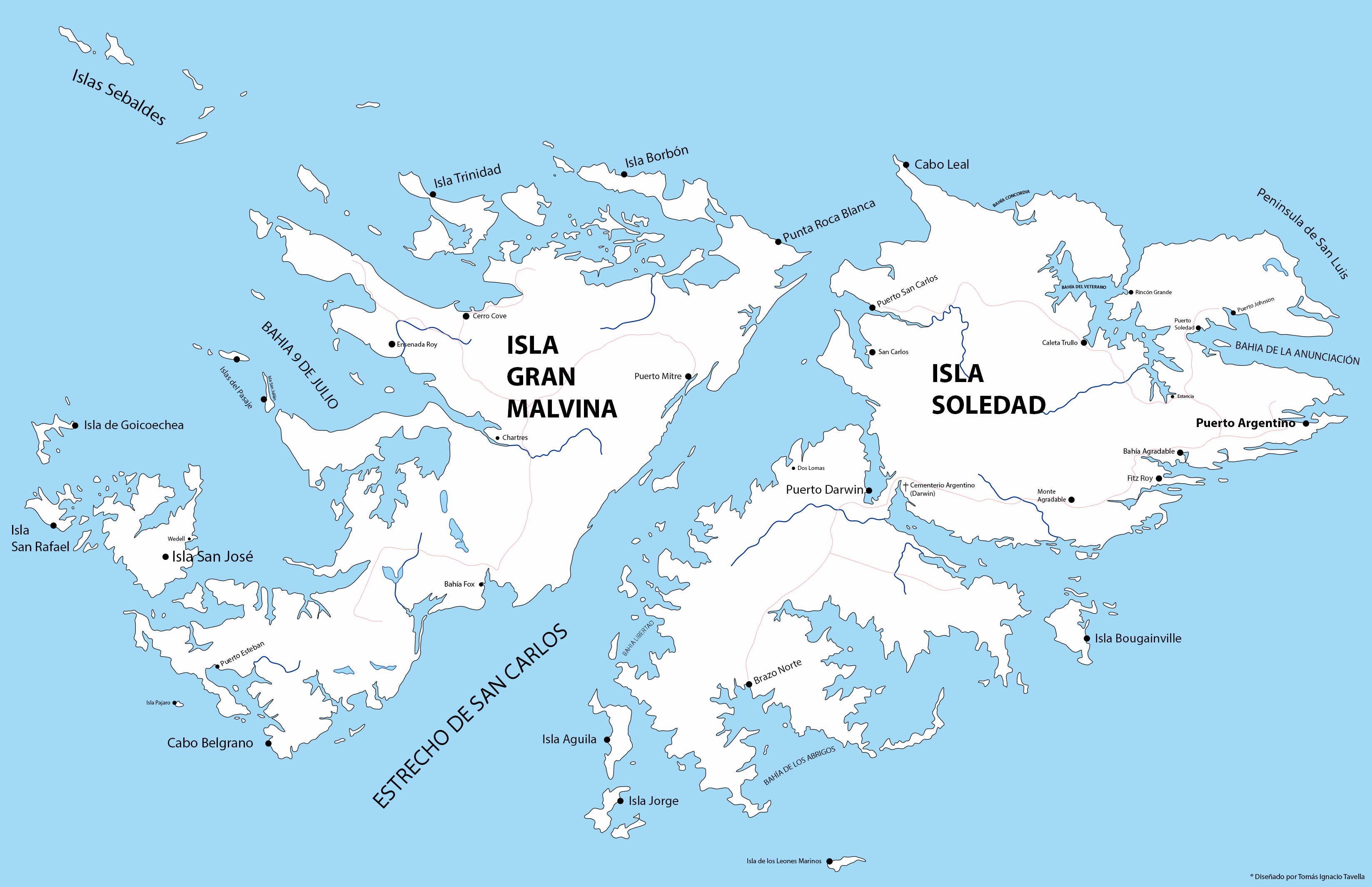
Mapa das Ilhas Malvinas ou Falkland, com o Canal de San Carlos no centro (a toponímia argentina usa Estrecho de San Carlos)

O Canal de San Carlos (Falkland Sound em inglês) é um canal que separa as principais ilhas (Soledad a este e Gran Malvina a oeste) do arquipélago das Malvinas, actualmente administradas pelo Reino Unido mas reclamadas pela Argentina como parte de seu território.
O nome provém do navio espanhol San Carlos, que visitou as ilhas em 1768.